# Кондратець Іван Якович
Кондратець Іван Якович (*22 червня 1919 — †24 жовтня 2003) — Герой Радянського Союзу (1944)

## Життєпис
Народився у містечку Варва Гнідинської волості Лохвицького повіту Полтавської губернії (тепер райцентр Чернігівської області) 22 червня 1919 р. у селянській родині. У 1934 році закінчив 7 класів і почав працювати у Варвинському поштовому відділенні. 1 квітня 1937 р. І. Кондратець перейшов на посаду діловода Варвинського районного відділення Держбанку.
29 вересня 1937 р. він був заарештований за обвинуваченням у приналежності до контрреволюційної націоналістичної організації, ідеалізацію ворогів та зрадників Батьківщини, вихваляння фашизму. Йому інкримінували написання анонімного листа до Варвинського відділення НКВС про одного з працівників місцевого відділення Ощадбанку. Але він рішуче відкинув обвинувачення.
28 травня 1938 р. на судовому засіданні спеціальної колегії Чернігівського обласного суду він визнав себе винним і був засуджений за ст. 54-10 ч. 1 КК УРСР до 7 років позбавлення волі у виправно-трудових таборах із пораженням у правах на три роки. Така поступливість юнака має доволі просте пояснення. В архівно-слідчій справі знаходиться лист батька І. Кондратця, в якому він просив спецколегію Чернігівського облсуду розглянути справу його сина, який восьмий місяць перебуває у Прилуцькій в'язниці з набряками всього тіла, і не дати йому померти у 18 років.
Покарання І. Кондратець відбував у Кулайтаборі НКВС в Архангельській області, а після звільнення виїхав до Джизакського району Самаркандської області, де працював рахівником у колгоспі ім. Н. К. Крупської.
1 січня 1943 р. він був призваний до лав Червоної Армії і відправлений до Ташкентського кулеметного училища, що дислокувалося у Темезі (Казахстан). Невдовзі І. Кондратця було направлено на фронт до 184-го стрілецького полку 62-ї гвардійської стрілецької дивізії.
28 вересня 1943 р. у складі передового загону одним з перших форсував Дніпро й І. Кондратець (в районі Мишурина Рогу Верхньодніпровського району Дніпропетровської області). У критичний момент бою він замінив командира і підняв бійців на штикову атаку. Відділення утримувало позиції до підходу основних сил. За проявлений героїзм І. Кондратець був представлений до нагороди. Як зазначається в нагородному листі, «при наступі проявив зразки мужності, відваги та героїзму. Він увесь час йшов попереду, також він замінив командира взводу та продовжив наступ, в результаті чого бойова задача була повністю виконана. Сам особисто знищив 11 солдатів та офіцерів супротивника. 18 жовтня 1943 р., перебуваючи в бойовій охороні, побачив групу німецьких розвідників, що наближалися, кинувся на них, захопив у полон офіцера і знищив 2 солдатів супротивника та захопив ручний кулемет. За проявлені героїзм і відвагу в боях гідний звання Героя Радянського Союзу».
22 лютого 1944 р. І. Кондратцю було присвоєно звання Героя Радянського Союзу, але цю нагороду він отримав лише через 22 роки.
Тим часом на початку листопада 1943 р. під Кривим Рогом 184-й гвардійський стрілецький полк потрапив в оточення. І. Кондратець був контужений та поранений у голову й опинився у таборі для військовополонених в Кривому Розі, а згодом потрапив до таборів у Холмі, Кракові і, нарешті, до «табору смерті», що був розташований неподалік від німецького міста Гамбург. Цей табір відвідували німецькі офіцери з метою вербування військовополонених. Зважаючи на те, що втекти з концтабору було неможливо, І. Кондратець погодився на їхню пропозицію і був направлений до школи розвідників у м. Меве (Східна Пруссія), де перебував близько місяця.
9 листопада 1944 р. в рамках операції «Цепелін» І. Кондратець разом з напарником був переправлений через лінію фронту. Після переходу нейтральної смуги він підійшов до вартового і попросив відправити його до командира роти, якому дав свідчення щодо своєї приналежності до агентури німецької розвідки.
Проте доля І. Кондратця була вирішена не його свідченнями, а першою судимістю. Після проведення слідства він був засуджений військовим трибуналом 3-го Білоруського фронту за ст. 58-1 «б» КК РРФСР до 15 років виправно-трудових робіт з поразкою в правах на 5 років .
Покарання І. Я. Кондратець відбував у таборі «Піщаний» МВС СРСР (Карагандинська область Казахської РСР).
Рівно через 9 років після оголошення вироку Комісія по перегляду кримінальних справ на осіб, що були засуджені за контрреволюційні злочини та утримуються в таборах і в'язницях МВС СРСР і знаходяться у засланні на поселені, ухвалила рішення: «Вважати за необхідне опротестувати вирок по справі на предмет зниження Кондратцю І. Я. строку покарання до фактично відбутого».
Через півтора року суд задовольнив прохання, і 23 липня 1955 р. І. Кондратець вийшов на свободу.
У 1957 р. він повернувся до рідної Варви — через 30 років після першого арешту. Почав працювати бригадиром бригади каменярів. Але за декілька років стан його здоров'я погіршився — далися взнаки довготривале перебування в таборах. І. Кондратець став інвалідом, йому була призначена крихітна пенсія.
У 60-х рр. минулого століття ставлення до фронтовиків покращилося: 9 Травня стало державним святом, а колишні військовополонені отримали статус ветеранів та медалі «За перемогу над Німеччиною». Розгорнулась робота з пошуку героїв війни, нагороди яким не були вручені.
Їхні прізвища оголошували по радіо, друкували в газетах. Так дізнався про високу нагороду й І. Кондратець — хтось показав йому номер газети «Красная звезда», в якій був опублікований список Героїв Радянського Союзу.
За своєю нагородою І. Кондратець, зважаючи на доволі незвичну ситуацію (дві судимості за ст. 54-10 ч.1 КК УРСР та ст. 58-1 «б» КК РРФСР), поїхав до Москви в нагородний відділ Міністерства оборони. З ним провели розмову, уточнили обставини перебування на фронті. Здоровий глузд врешті-решт узяв гору, й І. Кондратець був визнаний Героєм Радянського Союзу. Згодом були скасовані й обидва вироки.
Ім'я І. Кондратця увійшло до книги нарисів про Героїв Радянського Союзу — уродженців Чернігівської області, яка вийшла друком у 1982 р., але в нарисі біографія героя була «підчищена».
Помер 24 жовтня 2003.